# Парваті Хан
Парваті Хан (бенг. পার্বতী খান, уроджена Махарадж) — індійська популярна виконавиця та активістка. Виконала пісню Jimmy Jimmy Aaja в боллівудському фільмі «Танцюрист диско», який виграв премію Золотий диск. Іншим творчим успіхом співачки став альбом Dil Diwana Ho Gaya (1989) з піснею Khula Thala Chod Aayi.

## Біографія
Парваті Хан народилася на Тринідаді. У віці 10 років виграла тринідадський конкурс талантів. У 1979 році одружилася з індійським кінооператором і режисером Надімом Ханом (сином письменника Рахи Масум Раза) і емігрувала до Індії. У шлюбі народила сина Джатіна.
Після одруження надовго зникла з поля зору публіки, а на початку 2000-х вийшла з тіні в ролі активної борчині за мир. Парваті Хан викликала протести, піднісши молитви в храмі Каші Вішванатх. Вона повідомила, що зробила абхішеку в храмі в Варанасі під час Махашіваратрі, незважаючи на те, що їй заборонили це робити через протидію членів Воїнів Шиви в 2004 році. Останніх не влаштовувало те, що вона носила мусульманське прізвище.
Вона також брала участь в ряді інших проектів, включаючи служіння як духовна гуру в Тихарській в'язниці, вважаючи, що вона обрана посланицею миру.
В даний час проживає в Мумбаї з чоловіком і сином.